# Inkub
Inkub (lat. incubo; noćna mora), u rimskoj mitologiji, demon noćne more. U srednjovjekovnim vjerovanjima, muški demon koji opći s vješticama, dok je prema pučkom vjerovanju, zloduh koji spolno opći s usnulim ženama. U slavenskoj mitologiji, ekvivalent mu je mora koja napada ljude u snu i siše im energiju. Analogno, prema predaji, sukub je ženski demon koji u snu spolno opći s muškarcima.